# Marguerite Eynard-Mercier
Pour les articles homonymes, voir Eynard et Mercier.
Marguerite Eynard-Mercier, née à Dormans le 10 juin 1876 et morte à Toulon le 4 novembre 1955, est une peintre française.

## Biographie
Élève de Gustave Courtois, elle expose au Salon des artistes français dès 1914 et y obtient cette année-là une mention honorable. 